# Super Oki
Le Super Oki (スーパーおき) est un train express existant au Japon et exploité par la compagnie JR West, qui relie la ville de Tottori à celle de Yamaguchi. Il tire son nom de l'ancienne province d'Oki.

## Gares desservies
Le Super Oki circule de la gare de Tottori à la gare de Shin-Yamaguchi en empruntant les lignes San'in et Yamaguchi.
| Nom des gares      |
| ------------------ |
| Tottori            |
| Kurayoshi          |
| Yonago             |
| Yasugi             |
| Matsue             |
| Tamatsukuri-Onsen* |
| Shinji*            |
| Izumoshi           |
| Ōdashi             |
| Yunotsu*           |
| Gōtsu              |
| Hashi*             |
| Hamada             |
| Miho-Misumi*       |
| Masuda             |
| Nichihara          |
| Tsuwano            |
| Tokusa             |
| Mitani             |
| Yamaguchi          |
| Yudaonsen          |
| Shin-Yamaguchi     |

Les gares marquées d'un astérisque ne sont pas desservies par tous les trains.

## Matériel roulant
Les services Super Oki sont effectués par des rames série KiHa 187 de 2 voitures, allongées à 3 ou 4 voitures en haute saison.

## Composition des voitures
Tous les trains sont complètement non fumeurs.
- Série KiHa 187 :

| N° de voiture | 1       | 2           |
| Agencement    | Réservé | Non réservé |